# John Newlands (kemist)
John Alexander Reina Newlands, född 26 november 1838 i Lambeth, Surrey, död 29 juli 1898 i Lower Clapton, Middlesex, var en engelsk kemist.
Newlands  studerade vid Royal College of Chemistry i London. År 1860 deltog han i Italiens enande under Giuseppe Garibaldi (han var av italiensk börd genom sin mor). Han grundade därefter ett eget företag 1864 med fokus på analytisk kemi och som chefskemist på ett sockerraffinaderi från 1868 utvecklade han tillverkningsprocessen där. Han tilldelades Davymedaljen 1887.
År 1863 uppställde han det första periodiska systemet med grundämnena sorterade efter atomvikt och han kunde 1865 konstatera att närbesläktade grundämnen, liksom tonerna i musiken, gick att sortera i oktaver. Hans samtid förlöjligade honom på grund av detta, men fem år senare publicerade den ryske kemisten Mendelejev ett mer utvecklat system som idag utgör grunden för det moderna periodiska systemet. 
Som många andra i hans samtid använde Newlands begreppen "ekvivalent vikt" och "atomvikt" utan någon större åtskillnad i betydelse. I sitt första arbete från 1863 använde han de värden som blivit accepterade av hans föregångare. Han förklarade ofullständigheten i den tabell han föreslog 1864 med den möjliga existensen av oupptäckta grundämnen, och på så vis förutsåg han existensen av till exempel germanium.